# Jacaranda
『jacaranda』（ハカランダ）は、tacicaの2枚目のオリジナルアルバム。2009年5月13日にSME Recordsから発売された。

## 解説
前作『parallel park』より約1年ぶりのフルアルバム。
オリコンウィークリーチャート7位を記録したシングル「人鳥哀歌」や先行シングル「メトロ」を含む全11曲を収録。
タイトルの「ハカランダ」（又の名をブラジリアン・ローズウッド）とは、ギターの指板に使われる木材の名前で、現在はワシントン条約で伐採禁止となっている幻の木材である。初回盤は3面デジパック仕様。

## 収録曲
(#7は作詞：猪狩翔一 作曲：猪狩翔一、小西悠太/他は全て作詞・作曲：猪狩翔一)
編曲：tacica，石川 大
1. 20日鼠とエンドロール [2:25]
2. 鼈甲の手 [4:30]
3. アトリエ [4:05]
4. 人鳥哀歌 [3:58]
2ndシングル表題曲。
5. タイル [4:06]
6. 某鬣犬 [3:20]
7. ジャッカロープ [5:04]
8. 蜜蜂の毛布 (T.D. for jacaranda) [4:16]
2ndシングルc/w曲のアルバムバージョン(ミックス違い)。
9. Galapagos [3:00]
10. メトロ (T.D. for jacaranda) [4:48]
  - 弦編曲：斎藤ネコ

3rdシングル表題曲のアルバムバージョン(ミックス違い)。シングルバージョンとは別に、「メトロ (jacaranda ver.)」として、ライブ映像を編集して構成したPVも制作された。
11. γ [4:59]